# Dubbelfotingar
Dubbelfotingar (Diplopoda) är leddjur och hör till gruppen mångfotingar, och till skillnad från enkelfotingar har de två par ben per segment.

## Liv och utveckling
Den långa böjliga kroppen gör att dessa djur kan ta sig fram i trånga skrymslen och genom det stora antalet ben kan de trycka sig fram med stor kraft. Dubbelfotingar lever på marken, i förnaskiktet, en bit ned i jorden, under bark på multnande träd, i kompost och liknande platser. Några arter hör hemma i strandzonen (havsstränder). 
Det är inte vanligt att man får syn på dubbelfotingar utan att man lyfter på en sten eller gräver lite i jorden. Det beror på att de flesta är nattaktiva. Dessutom är dubbelfotingar känsliga för uttorkning och söker sig därför till fuktiga utrymmen. 
Dubbelfotingar är huvudsakligen växtätare men de kan också livnära sig på dött organiskt material. 

### Anatomi
Dubbelfotingar har många ben, och de arter man har upptäckt har mellan 22 ben (11 par) och 750 ben (375 par) som hos den kaliforniska arten Illacme plenipes.  I Norden har arten ormkejsarfoting Ophyiulus pilosus flest ben, upp till 234 st (117 par).
Yngre (icke könsmogna) djur kan ha färre segment och därför också färre ben, än de vuxna (imago).

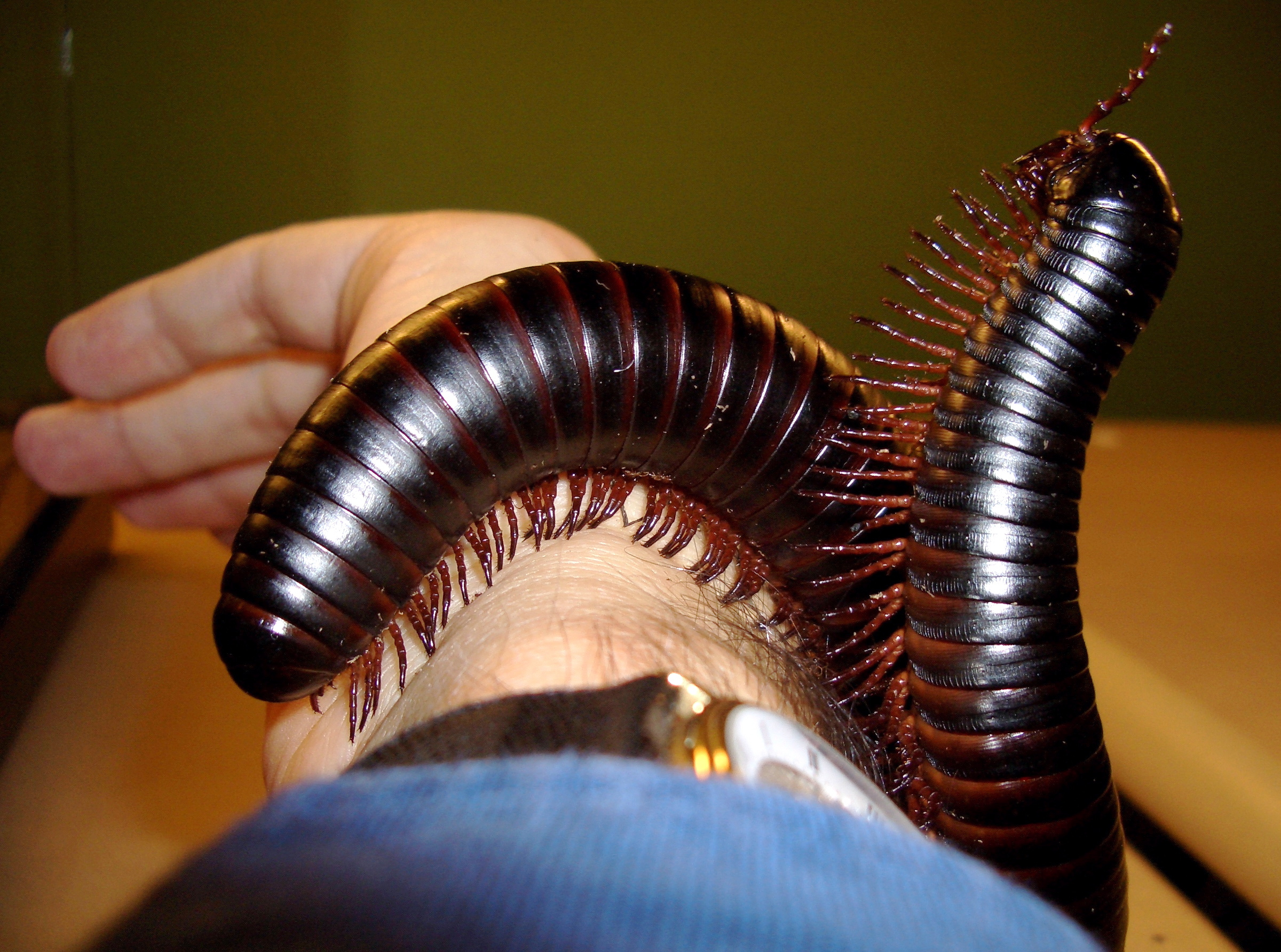
De svenska arterna blir som mest knappt 5 cm långa. Några arter i Afrika kan bli nästan 40 cm långa.

Huvudet har ett par antenner, som är relativt korta, trådformade, utan «klubba» ute i änden. Dock kan antennen vara svagt utvidgad längst ut. Några arter är blinda, medan andra har punktögon samlade i grupper. Dessa ögongrupper varierar i storlek från några få ögon på sidan av huvudet, till grupper med upp till 90 punktögon som genom sin storlek kan likna fasettögon. 
Dubbelfotingar tillsammans med de andra mångfotingarna skiljer sig från andra leddjur genom att kroppen inte är indelad i kroppsavsnitt.

### Fortplantning
Dubbelfotingar är tvåkönade och parningen sker genom att hannen för sitt könsorgan in i honan. Hans könsorgan sitter på de flesta arterna på undersidan av den sjunde kroppsringen. Honan har sin könsöppning på tredje kroppsringen. Hos en del arter håller sig hannen fast i honans antenner med sitt första benpar eller med spediellt utformade antenner.
Hannen överför ett «spermiepaket» till honan, som lagrar detta tills hon ska lägga ägg.

### Storlek
Den minsta nordiska arten är den 3 mm långa penselfotingen Polyxenus lagurus, den längsta nordiska arten är den 47 mm långa bandkejsarfotingen Ommatoiulus sabulosus, men en afrikansk art ur släktet Archispirostreptus kan bli hela 38,7 cm lång.

## Klassifikation
Klassen Diplopoda delas in i 15 ordningar i tre underklasser. 
- Underklass Helminthomorpha Pocock, 1887
  - Ordning Callipodida Bollman, 1893
  - Ordning Chordeumatida Koch, 1847
  - Ordning Julida Brandt, 1833
  - Ordning Platydesmida DeSaussure, 1860
  - Ordning Polydesmida Pocock, 1887
  - Ordning Polyzoniida Gervais, 1844
  - Ordning Siphoniulida Cook, 1895
  - Ordning Siphonophorida Hoffman, 1980
  - Ordning Spirobolida Bollman, 1893
  - Ordning Spirostreptida Brandt, 1833
  - Ordning Stemmiulida Pocock, 1894
- Underklass Penicillata Latreille, 1831
  - Ordning Polyxenida Lucas, 1840
- Underklass Pentazonia Brandt, 1833
  - Ordning Glomerida Leach, 1814
  - Ordning Glomeridesmida Latzel, 1884
  - Ordning Sphaerotheriida Brandt, 1833
    - Familj Sphaerotheriidae Brandt, 1833
    - Familj Sphaeropoeidae Brölemann, 1913